# Vicious (Shoreline Mafia)
Vicious è un singolo del gruppo musicale statunitense Shoreline Mafia pubblicato il 10 maggio 2019.

## Tracce
1. Vicious – 2:28